# Bruno Fiorotto
Bi-campeão Paulista/ Liga das Américas / sul-americano com a seleção Brasileira 
Bruno Fiorotto es un baloncestista nacido en la localidad de Americana-SP, Brasil el 23 de agosto de 1984. Mide 2.08 y juega de pívot en el EC Pinheiros Sao Paulo de Brasil.

## Selección nacional
Ha sido internacional con la Selección de baloncesto de Brasil que dirige el entrenador español Moncho Monsalve. Durante su trayectoria ha participado en varios equipos de la Liga Brasileña de Baloncesto como el Pinheiros, el Londrina, el Bandeirante de Río Claro , el Club Paulistano, el Winner de Limeira el Vasco da Gama , el Basquete Cearense y Universo Brasília.
Sus promedios en la liga brasileña fueron 10,3 puntos, 6,3 rebotes, 12,8 de valoración de media. El 24 de agosto de 2009 fichó por el Tenerife Baloncesto.
En 2010 regresa a Brasil para firmar por el EC Pinheiros Sao Paulo.